# Tifoseria della nazionale di calcio dell'Italia
Nella presente pagina sono riportate informazioni sulla tifoseria della nazionale di calcio dell'Italia.

## Composizione demografica
In ambito nazionale al 2024, secondo la ricerca realizzata dalla società Ipsos alla vigilia del campionato europeo in Germania, il 61% degli italiani si dimostra interessato a seguire gli incontri degli Azzurri, percentuale che scende al 50% tra la popolazione femminile e che, invece, sale fino all'86,5% tra coloro che sono abitualmente appassionati di calcio. Un dato in linea con precedenti statistiche commissionate dalla FIGC, che nel 2017 rilevò come il 59% degli italiani dichiarava di essere interessato alle vicende della nazionale A.
L'interesse per la nazionale varca anche i confini del Paese, poiché il 38% degli emigrati italiani nel mondo dichiarava, nel 2019, di riconoscersi nei colori azzurri e di seguirne in modo assiduo gli incontri, su un bacino d'utenza compreso tra i 60 e gli 80 milioni di persone, che sarebbe la somma dei residenti italiani all'estero e dei discendenti di tante generazioni di emigrati dall'Italia.

## Contesto sociale
Spesso i risultati positivi dell'Italia in una determinata nazione sono stati anche motivo di riscatto sociale per gli italiani ivi residenti, come accadde in Germania nel 2006 con la conquista del titolo mondiale o, ancora prima, per la vittoria a Wembley nel 1973 contro l'Inghilterra, che fu motivo di rivalsa gioisa degli emigrati che nei giorni precedenti erano stati presi in giro dai media locali. Questo aspetto sociale è stato più volte rappresentato dal cinema italiano in numerosi film.

## Seguito della nazionale

### Spettatori allo stadio

La formazione italiana scesa in campo a Firenze, contro l', nella partita che ha segnato il record di spettatori in Italia per la nazionale di calcio.

Secondo le statistiche commissionate dalla FIGC, nel 2019 il 37% dei tifosi della nazionale A dichiarava di aver assistito allo stadio ad almeno 2 incontri degli Azzurri.
Gli incontri casalinghi con il maggior numero di supporters sugli spalti si ebbero nei primi decenni del secondo dopoguerra, quando le tribune degli stadi italiani accoglievano un numero maggiori di spettatori rispetto a oggi, in quanto l'avvento successivo delle norme di sicurezza ne ha contenuto le capacità; pertanto, è in questo periodo di tempo che si registrarono incontri con anche più di ottantamila spettatori. Dopo quel periodo, l'unica volta che tale soglia è stata superata nuovamente, è stato l'8 settembre 2007 quando lo stadio Giuseppe Meazza di Milano registrò il «tutto esaurito» per la sfida tra Italia e Francia.
Il record di spettatori per un incontro casalingo della nazionale di calcio dell'Italia è detenuto dall'incontro amichevole con l'Inghilterra, disputato allo Stadio Comunale di Firenze (attuale Stadio Artemio Franchi) il 18 maggio 1952, quando assistettero alla gara 93 000 spettatori. Alcune fonti scrivono invece di 95 000 persone nell'impianto, a fronte comunque degli 84 000 paganti (con un incasso di 65 000 000 di lire italiane) e di una struttura che era stata progettata per contenere non oltre 70 000 spettatori.

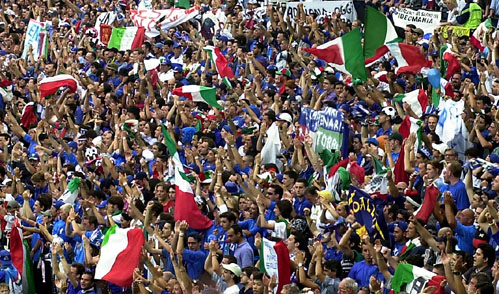
Tifosi italiani alla finale del.

Di seguito la tabella con gli incontri casalinghi della nazionale italiana che hanno registrato un minimo di 80 000 spettatori:
Dati aggiornati al 14 ottobre 2023, dopo l'incontro Italia-Malta.
| Pos. | Stadio                 | Città   | Incontro              | Competizione                                         | Data             | Spettatori | Note   |
| 1º   | Stadio Comunale        | Firenze | Italia-Inghilterra    | Amichevole                                           | 18 maggio 1952   | 93 000     | [ 10 ] |
| 2º   | Stadio Olimpico        | Roma    | Italia-Ungheria       | Coppa Internazionale 1948-1953                       | 17 maggio 1953   | 88 864     | [ 11 ] |
| 3º   | Stadio Comunale        | Firenze | Italia-Austria        | Coppa Internazionale 1948-1953                       | 22 maggio 1949   | 85 000     | [ 10 ] |
| 4º   | Stadio San Paolo       | Napoli  | Italia-Germania Est   | Qualificazioni al campionato mondiale di calcio 1970 | 22 novembre 1969 | 84 293     | [ 12 ] |
| 5º   | Stadio San Paolo       | Napoli  | Italia-Bulgaria       | Qualificazioni al campionato europeo di calcio 1968  | 20 aprile 1968   | 83 830     | [ 12 ] |
| 6º   | Stadio Olimpico        | Roma    | Italia-Germania Ovest | Amichevole                                           | 18 dicembre 1955 | 82 000     | [ 11 ] |
| 7º   | Stadio Giuseppe Meazza | Milano  | Italia-Francia        | Qualificazioni al campionato europeo di calcio 2008  | 8 settembre 2007 | 81 200     | [ 13 ] |
| 8º   | Stadio Olimpico        | Roma    | Italia-Argentina      | Amichevole                                           | 5 dicembre 1954  | 80 000     | [ 11 ] |

Per quanto riguarda la tifoseria italiana sugli spalti negli incontri in trasferta o nelle rassegne continentali o mondiali disputate all'estero, spesso la maggior parte di essa è formata dagli emigrati italiani residenti in quella determinata località o nazione. Per questo motivo, ad esempio, all'epoca del torneo mondiale di Stati Uniti 1994, la Federcalcio italiana chiese e ottenne dalla FIFA che l'Italia venisse inserita nel girone in cui vi erano gli incontri da disputare a New York, metropoli con una forte immigrazione italiana.

### Raduni e manifestazioni di piazza

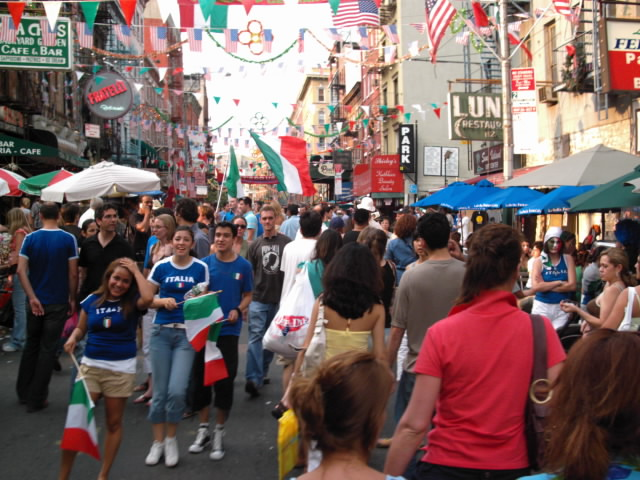
Little Italy a New York durante il periodo di un mondiale.

Per gli incontri degli Azzurri al campionato mondiale o dell'europeo, vengono spesso allestiti dei maxischermi, da parte delle amministrazioni comunali, nelle principali piazze delle città d'Italia, ma anche da parte di privati in pubblici esercizi come bar, pub, lidi, davanti ai quali i tifosi possono assistere agli incontri. In molti luoghi di raduno iconici delle città italiane come piazza del Popolo o il Circo Massimo a Roma, piazza Duomo a Milano, piazza Plebiscito a Napoli, piazza San Carlo a Torino o piazza Maggiore a Bologna, in passato vi sono stati posizionati dei maxischermi.
In caso di vittoria negli incontri dei due principali tornei, si assiste spesso ai caroselli di auto dei tifosi per le strade dei centri urbani, aumentando la partecipazione agli stessi in proporzione ai vari passaggi di turno nel torneo, ai quali si aggiungono numerosi spettacoli pirotecnici nei cieli delle città italiane in caso di successo finale dell'evento.
Inoltre, in molti balconi o terrazze delle abitazioni italiane si assiste all'esposizione della bandiera d'Italia.
Capita, non di rado, che tutte le sopracitate manifestazioni organizzate o spontanee di tifo per gli Azzurri si riscontrino anche nelle grandi metropoli di ogni continente, se vi sono comunità numerose di emigrati italiani: dall'Europa (Berlino, Bruxelles, Londra), alle Americhe (Caracas, Boston, Montreal, Toronto) fino all'Oceania (Sydney, 
Melbourne), con la particolarità su tutte di New York dove i festeggiamenti avvengono pressoché in ogni distretto (da Brooklyn al Bronx e Staten Island fino alla più celebre Little Italy di Manhattan).
In ogni caso le maggiori manifestazioni organizzate e spontanee in onore della nazionale, si ebbero i giorni seguenti ai titoli conquistati. Per la vittoria a Roma del primo mondiale, il 10 giugno 1934, vi fu il primo bagno di folla per i calciatori azzurri: dallo Stadio Nazionale, sede della finale del torneo, la squadra si spostò per essere ricevuta alle 21 a piazza Colonna nei locali del Circolo della Stampa, dove ad attenderli c'era il segretario del Partito Nazionale Fascista Achille Starace, il presidente della FIGC Giorgio Vaccaro e alcuni dirigenti della FIFA; dopo essere proceduti a stento per la strada, a causa dei tifosi che inneggiavano sulle note di Giovinezza (inno del regime fascista), i calciatori si affacciarono dal balcone dell'edificio per salutare i presenti. Al termine della cerimonia i tifosi abbandonarono la piazza per riversarsi nel centro storico della Capitale fino a tarda notte. Già in questa occasione si ha notizia di festeggiamenti all'Estero per una vittoria dell'Italia, poiché molti italo-argentini si erano radunati in concomitanza della finale sotto le sedi delle redazioni di giornali argentini in lingua italiana, in attesa di notizie sul risultato dell'incontro, festeggiando la conquista del primo mondiale.
Due giorni dopo la vittoria a Parigi del secondo titolo mondiale, avvenuta il 19 giugno 1938, la squadra rientrò in treno dalla Francia ed ebbe le prime manifestazioni di tifo all'arrivo alla stazione Porta Vittoria di Torino, dove scesero prendendo ognuno la propria strada alla presenza di centinaia di tifosi festanti, tra i quali le dirigenze di Juventus e Torino e i vertici piemontesi della FIGC, in attesa delle cerimonie ufficiali del 29 giugno nella Capitale. In quest'ultima data gli Azzurri furono ricevuti in mattinata a Palazzo Venezia dal Presidente del Consiglio dei Ministri Benito Mussolini, entrando nell'edificio attraverso una piazza Venezia gremita di tifosi, che li attese anche all'uscita dalla cerimonia istituzionale. Nel pomeriggio, la squadra fu premiata da Mussolini allo Stadio Olimpico, dove si svolgeva il saggio finale ginnico atletico dell'Opera Nazionale Dopolavoro; all'annuncio della premiazione fatto da Achille Starace, i più acclamati dagli spettatori furono Giuseppe Meazza e Silvio Piola.
Trent'anni dopo, la conquista del primo titolo europeo comportò, nella notte del 10 giugno 1968, colonne di auto festanti con clacson lungo le strade di Roma, dove ebbe luogo la finale vinta dagli Azzurri in uno Stadio Olimpico illuminato dai fuochi d'artificio e con il pubblico che invase il campo al fischio finale dell'arbitro per festeggiare la squadra.
Il giorno seguente la vittoria del terzo mondiale, conquistato a Madrid l'11 luglio 1982, la squadra atterrò all'aeroporto di Ciampino, alla periferia della Capitale, dove ad accoglierli assieme al Presidente della Repubblica italiana Sandro Pertini, che viaggiò con gli Azzurri su un DC-9 dell'Aeronautica militare, c'erano trentamila tifosi festanti con bandiere e striscioni. La nazionale e Pertini impiegarono circa quarantacinque minuti per andare al Palazzo del Quirinale (dove ci sarebbe stato un pranzo con tutte le più alte cariche dello sport italiano), in quanto la via Appia era intasata dai tifosi, calcolati nel numero di centomila, con auto che formavano code di anche cinque chilometri. La squadra fu successivamente ricevuta nel pomeriggio a Palazzo Chigi dall'allora Presidente del Consiglio dei Ministri Giovanni Spadolini. Ma al di là della folla a margine degli impegni istituzionali, la vittoria di Spagna 1982 fu una festa senza precedenti per l'intera nazione, alla quale parteciparono milioni di persone già al fischio finale dell'incontro, con note di colore come l'immensa bandiera italiana posta in via del Corso a Roma o un camion dipinto con il tricolore sul quale viaggiarono alcuni attori famosi (Ugo Tognazzi, Paolo Villaggio, Enrico Montesano, Mariangela Melato e Edwige Fenech) sempre nella Capitale, con anche qualche caso di danni (venne ad esempio danneggiata dai festeggiamenti la fontana del Nettuno in piazza della Signoria a Firenze).

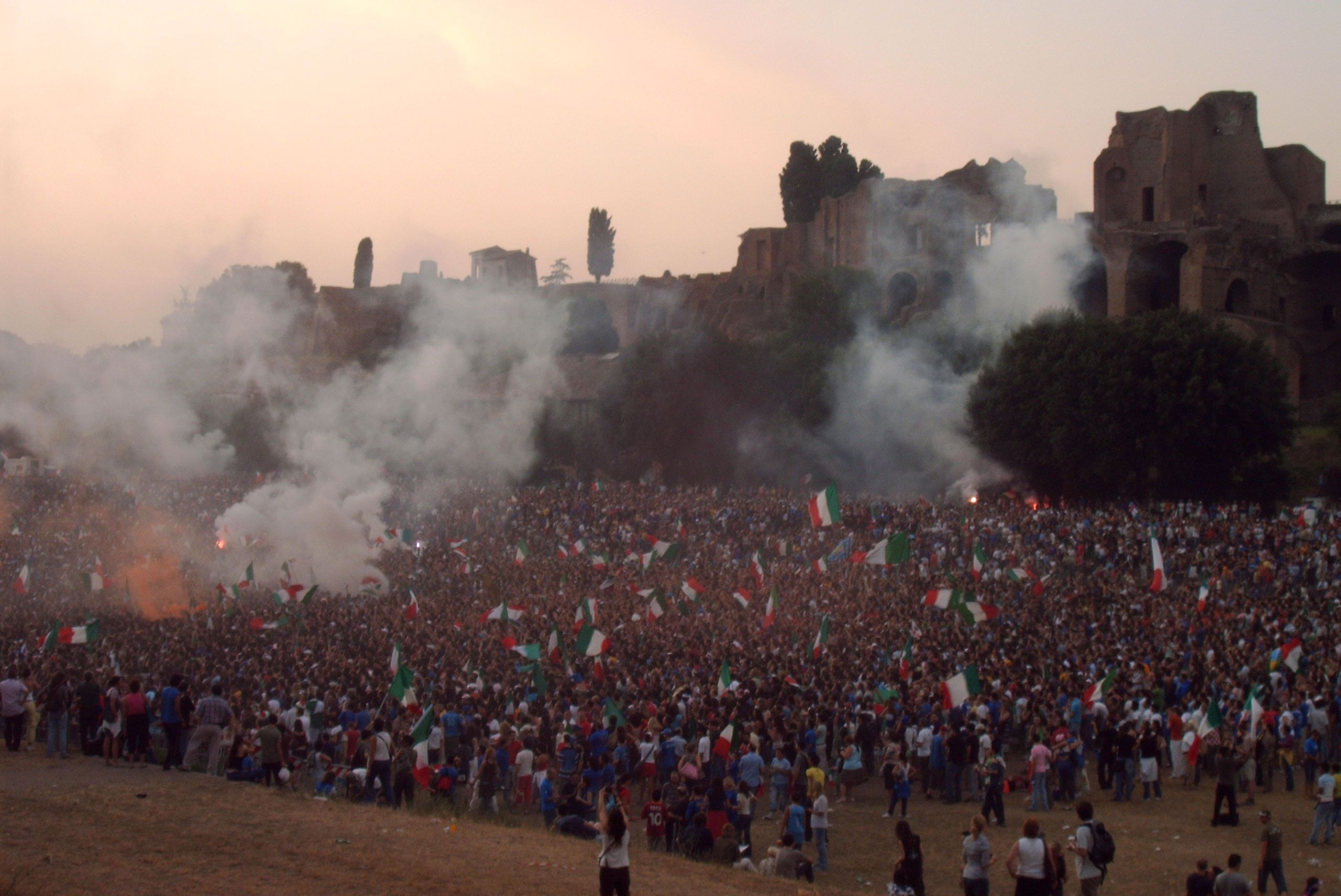
La manifestazione al Circo Massimo, con settecentomila partecipanti, nel 2006 per festeggiare il quarto titolo mondiale vinto dall'Italia.

La conquista del quarto mondiale, il 9 luglio 2006, provocò festeggiamenti in tutta la penisola; ad esempio  Roma i 150 000 tifosi che seguirono l'incontro nel maxischermo al Circo Massimo si riversarono nel centro cittadino con altre decine di migliaia di persone che erano raggruppate in altri punti della città, con alcuni di essi che si tuffarono nella fontana di Trevi, mentre a Milano, in piazza Duomo, furono in oltre 60 000 ad esultare dopo il tiro di rigore decisivo segnato da Fabio Grosso. Il giorno seguente, invece, vi fu la più grande manifestazione di tifo per la nazionale: gli Azzurri rientrarono in mattinata in Italia, provenienti da Berlino sede della finale vinta del torneo, atterrando a Pratica di Mare, aeroporto militare situato a venti chilometri a sud della Capitale, con la presenza di migliaia di persone già bordo pista al momento dello sbarco dei calciatori con il trofeo. Dopo il passaggio sui cieli della pattuglia acrobatica delle Frecce Tricolori, i calciatori si avviarono verso il centro di Roma su due pullman scoperti e "scortati" dai tifosi in scooter, con bandiere e gente in festa ai lati delle strade, venendo accolti a Palazzo Chigi dall'allora Presidente del Consiglio dei Ministri Romano Prodi. Nel frattempo, furono stimati in un milione i tifosi in giro per le strade del centro storico, dei quali circa settecentomila al Circo Massimo in attesa della squadra, che vi arrivò in serata dopo un pomeriggio passato tra le strade e piazze principali della città. La serata al Circo Massimo con i neo campioni del mondo fu presentata dall'attore Carlo Verdone.

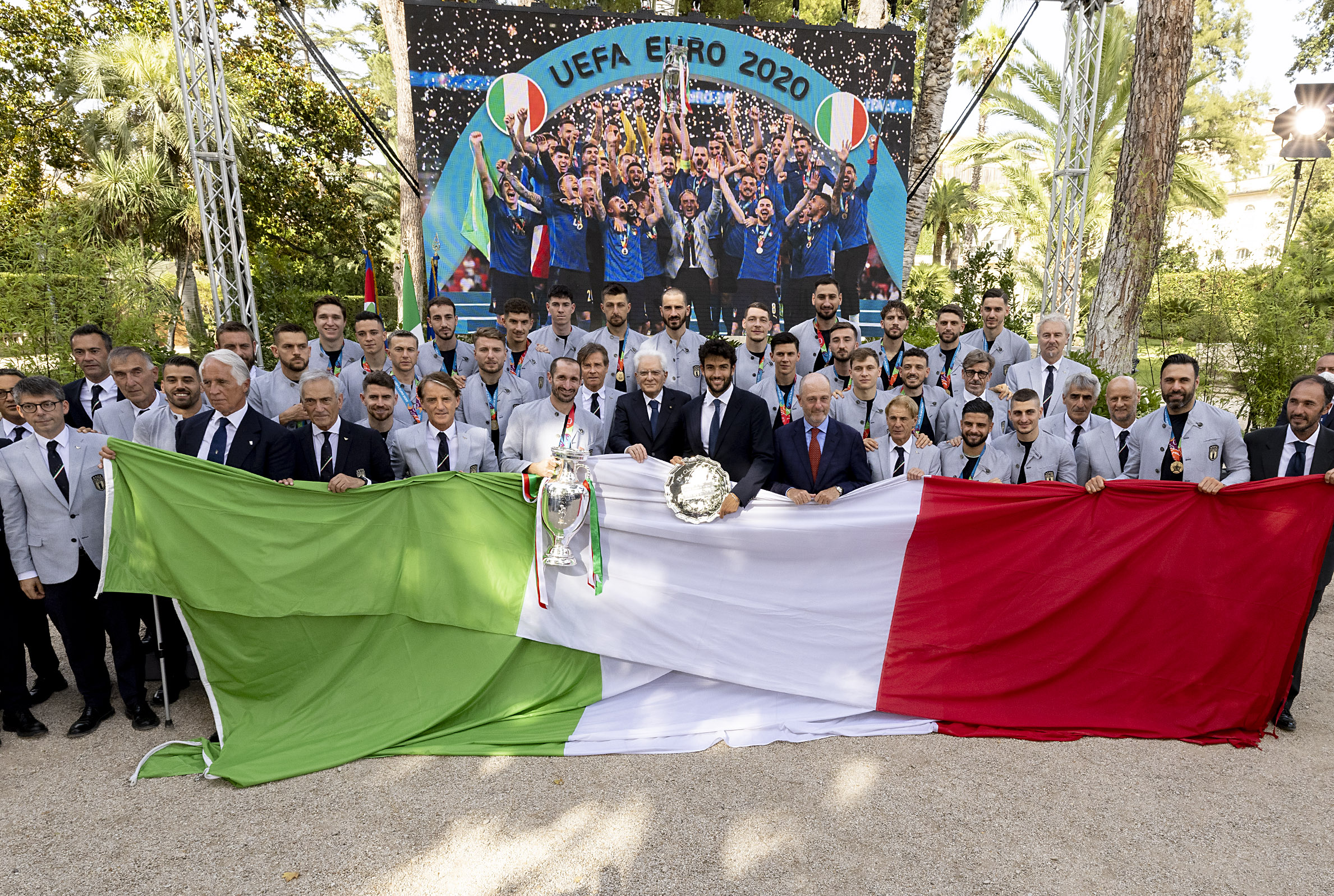
Ricevimento al Quirinale della Nazionale italiana vincitrice a Euro 2020 e il tennista Matteo Berrettini, finalista al Torneo di Wimbledon.

Le manifestazioni organizzate il 12 luglio 2021 per la conquista del secondo titolo europeo a Londra il giorno precedente, a causa della pandemia di Covid-19 allora in corso furono più contenute di quelle del 2006, nel rispetto delle norme sanitarie in vigore in quel momento, limitandosi ai ricevimenti privati della squadra prima al Palazzo del Quirinale dal Presidente della Repubblica italiana Sergio Mattarella assieme al tennista Matteo Berrettini che nella stessa giornata e nella stessa città era divenuto il primo italiano finalista nel torneo di tennis più prestigioso al mondo (perse il Torneo di Wimbledon in finale contro il serbo Novak Djokovic) e, successivamente, a Palazzo Chigi dall'allora Presidente del Consiglio dei Ministri Mario Draghi (sempre assieme a Berrettini e, in questo caso, anche alla nazionale under 23 di atletica leggera che aveva vinto il medagliere nel campionato europeo di categoria). Le manifestazioni spontanee dei tifosi si ebbero comunque all'arrivo della squadra con la coppa la mattina all'aeroporto di Fiumicino, fuori l'albergo dove soggiornavano i calciatori, nel tragitto dal Quirinale a Palazzo Chigi e nel successivo breve giro della squadra su di un pullman scoperto per le vie del centro storico di Roma, al quale partecipò anche Berrettini.

### Telespettatori
Gli ascolti televisivi in Italia sono monitorati dal 1959, quando la Rai ideò il "Servizio Opinioni". Questo meccanismo di rilevamento ascolti andò avanti fino al 1982, e alla fine del 1986 entrò in funzione l'attuale sistema Auditel, organismo comune con la partecipazione di Rai, Fininvest, associazioni delle agenzie pubblicitarie e altri.
Il programma televisivo in assoluto più seguito in Italia, secondo il Servizio Opinioni, è stato un incontro della nazionale di calcio: la finale del campionato del mondo 1982, disputata tra l'Italia e la Germania Ovest e vinta dagli Azzurri, con 36,7 milioni di telespettatori. Anche nel periodo di funzionamento del sistema di rilevamento Auditel, il programma in assoluto più seguito è stato un incontro degli Azzurri: la semifinale del campionato del mondo 1990, disputata con l'Argentina e vinta ai rigori da questi ultimi, con 27,5 milioni di telespettatori; nella classifica Auditel dei 50 programmi più visti dal 1986, 49 sono incontri di calcio e, di questi, ben 45 sono nello specifico incontri della nazionale di calcio dell'Italia.

### Fan e follower sui nuovi media e social
La nazionale italiana è iscritta, con propri account ufficiali, sui maggiori social network mondiali: Facebook, Instagram, YouTube, Twitter, TikTok. Questi canali sono in lingua italiana, ai quali si aggiungono pagine in inglese (per Twitter) e, dal giugno 2021, in cinese (per Sina Weibo) e arabo (ancora per Twitter e per Instagram), in modo da ampliare un processo d'internazionalizzazione degli Azzurri.
Di seguito, per ciascun social, il numero di fan e follower (dei quali il 38% sono italiani e il restante 62% stranieri), riepilogati al 31 dicembre 2022:
| Social network | Nome pagina                  | Fan/follower |
| Facebook       | Nazionale italiana di calcio | 5 201 536    |
| Twitter        | @azzurri                     | 926 159      |
| Twitter        | @azzurri (in lingua inglese) | 776 613      |
| Twitter        | @azzurri (in lingua araba)   | 39 215       |
| Instagram      | @azzurri                     | 5 615 240    |
| Instagram      | @azzurri (in lingua araba)   | 16 205       |
| YouTube        | FIGC Azzurri e Azzurre       | 518 000      |
| TikTok         | @nazionaledicalcio           | 510 800      |
| Sina Weibo     | @azzurri (in lingua cinese)  | 184 000      |

## Tifo organizzato
Nel 2004, in occasione del Campionato europeo di calcio, si creò un gruppo di ultras per seguire attivamente la nazionale di calcio italiana, i cosiddetti Ultras Italia, sul modello di quanto avveniva già dagli anni ottanta in altre nazioni (quali Inghilterra, Germania, Paesi Bassi). Quasi tutti gli appartenenti risultano ideologicamente vicini all'estrema destra, sebbene i rapporti della Digos neghino un'identificazione diretta con gruppi politici. L'organizzazione prevede l'esposizione allo stadio di stendardi tricolori riportanti il nome della città di provenienza e l'assenza di una leadership ben definita, a differenza di quanto avviene nei gruppi di club. Il gruppo assurse alle cronache in Bulgaria nel 2008 a causa degli scontri con gli hooligan bulgari e dell'ostentazione dell'ideologia fascista. Negli anni successivi gli Ultras Italia si resero ancora protagonisti di altri episodi di violenza e discriminazione.
Dopo alcuni anni anonimi, dove il seguito era relativamente basso, vi è stato un aumento a partire dall'europeo del 2016 e del 2021. Recentemente gli ultras italiani sono stati protagonisti di scontri con polizia e steward sia nei Paesi Bassi durante le final four di Nations league sia durante un'amichevole in Albania per l'inaugurazione del nuovo stadio di Tirana, dove alcuni hooligans albanesi sono riusciti a rubare lo striscione degli ultras napoletani appeso alla balaustra causando un confronto sui gradoni dello stadio. Durante gli Europei del 2024 in Germania vi è stato un tentativo di scontro sempre contro i tifosi albanesi, dove circa 60 ultras italiani sono stati fermati, denunciati e rimandati in Italia accompagnati dalla polizia alla frontiera.
I gruppi organizzati si spostano principalmente solo in trasferta, ritenendo che in Italia durante le partite di casa in ogni città vi è una tifoseria in grado di difendere il proprio territorio.
Alcune delle "pezze" più presenti negli stadi europei sono Bari, Massa, Lecco ("?"), Lucca, Frosinone, Latina, Nocera, Verona, Cagliari, Vicenza, Reggio Emilia, Savignano sul Rubicone, Chieti, Corato. Alcune di queste si uniscono sotto il nome di "I ragazzi con i tricolori".

## Tifosi celebri

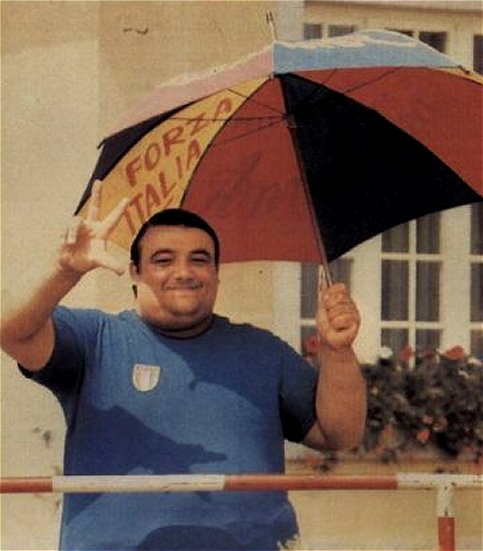
Il celebre tifoso "Serafino", a Buenos Aires durante il campionato mondiale di calcio 1978

Tra i più conosciuti tifosi della nazionale di calcio italiana vi era, negli anni 1970, il celebre "Serafino", all'anagrafe Giuseppe Serafini. Compariva sugli spalti armato di tamburo, maglia azzurra, cappellone e piatti faceva sentire il suo supporto alla squadra divertendo il pubblico allo stadio e anche quello da casa, con le inquadrature che le telecamere Rai gli dedicavano, e che ne facevano accrescere la popolarità. Oltre che nelle partite della nazionale, era presente anche agli incontri più importanti delle squadre di club italiane in campo internazionale, anche ai maggiori incontri di tennis, in particolar modo a quelli di Coppa Davis con gli Azzurri protagonisti, come nella finale del 1979 tra Stati Uniti e Italia a San Francisco, dove Serafino entrò in campo per un breve e divertente siparietto con John McEnroe. Fu l'equivalente italiano di altri tifosi celebri delle nazionali, come lo spagnolo Manolo «el del Bombo» o il portoghese Pacheco.